# 賴基 (舊康斯坦丁諾夫區)
49°49′22″N 27°29′45″E / 49.82278°N 27.49583°E
賴基（烏克蘭語：Райки）是位於烏克蘭西部的村莊，由赫梅利尼茨基州裡赫梅利尼茨基區的舊奧斯特羅皮利市鎮負責管轄。該村面積1.24平方公里，海拔高度252米，2001年人口248，人口密度每平方公里200.7人。